# 후나스기촌
후나스기촌(船杉村)은 후쿠시마현 가와누마군에 있던 촌이다. 1923년 4월 1일 후나스기촌 등 5개 촌이 합병하여 야와타촌이 신설되고 폐지되었다. 아이즈반게정 후나스기가 후나스키촌이 있던 곳이다.

## 역사
- 1889년 4월 1일 - 정촌제 시행에 의해 후나스기촌 단독으로 자치체를 형성하였다.
- 1923년 4월 1일 - 후나스기촌 및 도데라촌, 게타노미야촌, 사카모토촌, 니다테촌 등 5개 촌이 합병하여 야와타촌이 신설되고, 후나스기촌 등은 폐지되었다.

## 교통

### 철도노선
다다미선이 후나스기촌 촌역이었던 곳을 통과하지만, 후나스기촌이 있었던 당시에는 미개통이였다.

## 참고 문헌
- 角川日本地名大辞典 7 福島県